# Azeri labdarúgó-szuperkupa
Az Azeri labdarúgó-szuperkupa (Hivatalos nevén:Azərbaycan Milli Futbol Superkuboku) egy 1993-ban alapított, az Azeri labdarúgó-szövetség által kiírt kupa. Tradicionálisan az új idény első meccsét jelenti, s az előző év bajnoka játszik az előző év kupagyőztesével. 
1996 és 2012 között nem rendezték meg. A legsikeresebb csapat a Neftçi gárdája, két győzelemmel.

## Kupadöntők
| 1993 | Neftçi                                                    | 4–1                                                       | İnşaatçı Baku                                             |                                                           |                                                           |
| 1994 | Qarabağ                                                   | A Qarabağ nyerte a bajnokságot és a kupát is.             | A Qarabağ nyerte a bajnokságot és a kupát is.             |                                                           |                                                           |
| 1995 | Neftçi                                                    | 1–1 (10–9 b.u.)                                           | Turan                                                     |                                                           |                                                           |
| 1996 | Nem rendezték meg. Neftçi (Bajnok és kupagyőztes)         | Nem rendezték meg. Neftçi (Bajnok és kupagyőztes)         | Nem rendezték meg. Neftçi (Bajnok és kupagyőztes)         | Nem rendezték meg. Neftçi (Bajnok és kupagyőztes)         | Nem rendezték meg. Neftçi (Bajnok és kupagyőztes)         |
| 1998 | Nem rendezték meg. Gəncə (Bajnok és kupagyőztes)          | Nem rendezték meg. Gəncə (Bajnok és kupagyőztes)          | Nem rendezték meg. Gəncə (Bajnok és kupagyőztes)          | Nem rendezték meg. Gəncə (Bajnok és kupagyőztes)          | Nem rendezték meg. Gəncə (Bajnok és kupagyőztes)          |
| 2004 | Nem rendezték meg. Neftçi (Bajnok és kupagyőztes)         | Nem rendezték meg. Neftçi (Bajnok és kupagyőztes)         | Nem rendezték meg. Neftçi (Bajnok és kupagyőztes)         | Nem rendezték meg. Neftçi (Bajnok és kupagyőztes)         | Nem rendezték meg. Neftçi (Bajnok és kupagyőztes)         |
| 2007 | Nem rendezték meg. Xəzər Lənkəran (Bajnok és kupagyőztes) | Nem rendezték meg. Xəzər Lənkəran (Bajnok és kupagyőztes) | Nem rendezték meg. Xəzər Lənkəran (Bajnok és kupagyőztes) | Nem rendezték meg. Xəzər Lənkəran (Bajnok és kupagyőztes) | Nem rendezték meg. Xəzər Lənkəran (Bajnok és kupagyőztes) |
| 2013 | Xəzər Lənkəran                                            | 2–1                                                       | Neftçi                                                    |                                                           |                                                           |
| 2014 | Qarabağ                                                   | Elmaradt                                                  | Neftçi                                                    |                                                           |                                                           |
| 2015 | None                                                      | A Qarabağ nyerte a bajnokságot és a kupát is.             | A Qarabağ nyerte a bajnokságot és a kupát is.             |                                                           |                                                           |

- h.u. – hosszabbítás után
- b.u. – büntetők után

## Statisztika

### Győzelmek száma klubonként
| Csapat         | Győztes        | Döntős   |
| -------------- | -------------- | -------- |
| Neftçi         | 2 (1993, 1995) | 1 (2013) |
| Qarabağ        | 1 (1994)       | –        |
| Xəzər Lənkəran | 1 (2013)       | –        |
| Turan          | –              | 1 (1995) |
| İnşaatçı Baku  | –              | 1 (1993) |